# La Cinquième Couche

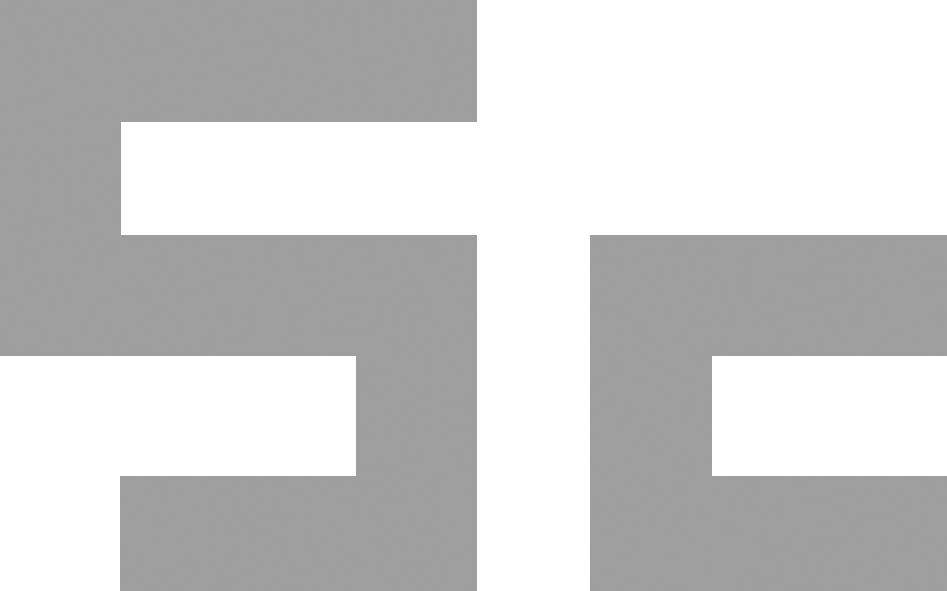
Logo de La Cinquième Couche.

La Cinquième Couche, dite aussi 5c, est une maison d'édition belge indépendante basée à Bruxelles qui publie essentiellement de la bande dessinée. Elle est issue d'une association formée en 1993 par un groupe d'auteurs de l'atelier de bande dessinée de l'Institut Saint-Luc pour publier le fanzine La Cinquième Couche et qui s'est structurée en maison d'édition en 1999. Elle est actuellement dirigée par William Henne et Xavier Löwenthal.
Le catalogue compte cinq collections (« F », « Extracteur », « Écritures », « Essaim » et « Point métal ») et reprend une soixantaine d’auteurs provenant d’une dizaine de pays différents (Belgique, France, Suisse, Allemagne, Autriche, Portugal, Grèce, Finlande, États-Unis, Corée…).

## Histoire
La Cinquième Couche est fondée en 1993 par un groupe d'auteurs de l'atelier de bande dessinée de l'Institut Saint-Luc de Bruxelles (Damien Rocour, Sarah Masson, Michel Squarci, Sibylle Loof, Olivier Fable, Vincent Dutreuil, Nicholas Wood, Sébastien Kempenaers, Christophe Poot, Renaud De Heyn et Xavier Löwenthal) qui publient plusieurs fanzines jusqu'à la fin de la décennie.
De 2004 à 2007, La Cinquième Couche a repris à son catalogue la revue de littérature contemporaine écritures. De 2010 à 2013, elle a publié également la revue Soldes, Fins de Séries, de Marc Borgers et Jean-Louis Sbille.
La Cinquième Couche a édité en 2009 le canular autobiographique Judith Forest, pseudonyme de ses éditeurs de l’époque, William Henne, Xavier Löwenthal et Thomas Boivin. Elle a également édité en 2012 Katz, détournement controversé de Maus d'Art Spiegelman, dans lequel l'auteur anonyme (Ilan Manouach) avait remplacé toutes les têtes des différentes espèces représentées par des têtes de chats et qui lui a valu un procès avec Flammarion et Art Spiegelman. En 2014, elle édite une version intégralement imprimée en cyan de l'album Les Schtroumpfs noirs, de Peyo et Yvan Delporte ainsi qu'un détournement, en 2015, deBlanco, un album de 48 pages cartonné couleur façonné sans impression, en 2017 et un Abrégé de bande dessinée francobelge, un mash-up graphique, en 2018.

## Politique éditoriale
La 5e Couche n’a jamais explicitement défini de ligne éditoriale. Le comité éditorial montre cependant une inclination pour la bande dessinée spéculative (Conceptual Comics) : détournements,, mises en abyme,, déconstruction,,,,,,, abstraction,... Tous ces dispositifs formels n’oblitèrent pas les propos de leurs auteurs, au contraire : ils les réactivent. En abordant un thème, déjà mille fois traité, sous une forme renouvelée ou inusitée, l’auteur met en avant son sujet, qu’il soit politique, autobiographique, philosophique ou social.